# Ilson de Jesus Montanari
Ilson de Jesus Montanari, né le 18 juillet 1959 à Sertãozinho, dans l'État de São Paulo au Brésil, est un prélat catholique brésilien. Depuis le 12 octobre 2013, il est secrétaire de la Congrégation pour les évêques et archevêque titulaire de Capocilla. Il est également vice-camerlingue de la Sainte Église romaine depuis le 1er mai 2020 et secrétaire du Collège des cardinaux depuis le 28 janvier 2014.

## Biographie
Ilson de Jesus Montanari naît le 18 juillet 1959 à Sertãozinho, dans l'archidiocèse de Ribeirão Preto. Il étudie la théologie à Rome à l'Université pontificale grégorienne, où il obtient un baccalauréat en théologie, puis une licence en théologie dogmatique en 2004.

## Carrière ecclésiastique
Ilson de Jesus Montanari est ordonné prêtre le 18 août 1989 pour l'archidiocèse de Ribeirão Preto. Il occupe diverses fonctions pastorales dans son diocèse avant de rejoindre la Curie romaine en 2008 en tant qu'officiel de la Congrégation pour les évêques. Le 12 octobre 2013, le pape François le nomme secrétaire de la Congrégation pour les évêques et archevêque titulaire de Caput Cilla. Il est consacré évêque le 7 novembre 2013 par Moacir Silva.
Le 28 janvier 2014, il est nommé secrétaire du Collège des cardinaux, succédant à Lorenzo Baldisseri. À ce titre, il est chargé de la préparation des consistoires,. Le 1er mai 2020, le pape François le nomme vice-camerlingue de la Sainte Église romaine, en tant que suppléant du camerlingue, le cardinal Kevin Farrell. Depuis le 5 juin 2022, il est également secrétaire du Dicastère pour les évêques.